# Actinella giramica
Actinella giramica е вид охлюв от семейство Hygromiidae. Видът е уязвим и сериозно застрашен от изчезване.

## Разпространение и местообитание
Разпространен е в Португалия (Мадейра).
Обитава гористи местности, склонове, долини, ливади и храсталаци в райони с умерен климат.

## Описание
Популацията на вида е стабилна.